# アンディ・ラウ

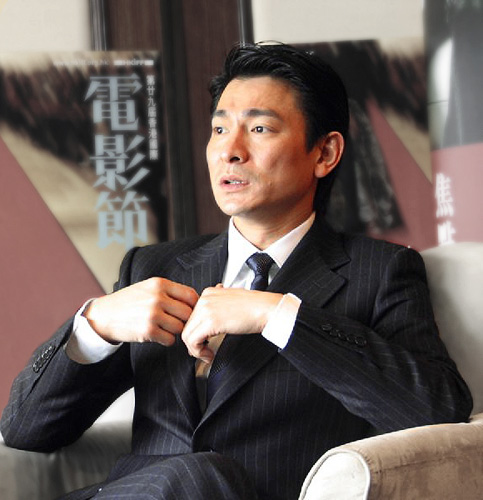
アンディ・ラウ（2005年）

アンディ・ラウ（中国語: 劉 徳華、広東語: ラウ・タック'ワー、普通話: リウ・テーホワ、英語: Andy Lau、1961年9月27日 - ）は、香港の俳優、歌手、映画プロデューサー。華仔（ワーツャイ）の愛称で慕われている。

## 来歴
6人の兄弟の4番目で、3人の姉、1人の妹、そして弟がいる。祖父は農地と村を持つ地主であった。仏教の家庭で育ち、台湾の霊岩山寺の信者である。幼少の頃より芸能活動をしており、当時は両親の屋台を手伝うため夜12時に寝て朝は4時か5時に起きるという生活を続けていた。
1980年にTVBの俳優養成所に入所。卒業後に『望郷』（1982年）で映画デビュー。『毀滅號地車』（1983年、日本未公開）で初主演。1980年代後半にTVBを去り、映画に焦点を移した。ジャッキー・チュン（張学友）、アーロン・クオック（郭富城）、レオン・ライ（黎明）とともに四大天王と呼ばれ、一時代を築いた。出演映画数は100本を越える。
俳優賞を何度も受賞しており、主演男優賞は5回受賞している。 2004年、『インファナル・アフェアIII　終極無間』（2003年）で金馬奨最優秀主演男優賞を受賞。2005年、香港の「1985年から2005年の第1位の男優賞」を受賞し、過去20年間に108本の映画を撮影したことで合計1,733,275,816 香港ドルの興行収入を得た。2007年には、ニールセンカンパニー（ACNielsen）から、ニールセンボックスオフィススター賞を受賞した。
歌手としては1985年、「Just Know I Only Love You」でデビュー。1990年、「The Days We Spent Together」をリリースし、香港の音楽チャートでトップとなり、アジア全土で国際的なヒットを記録した。ラウのキャリアの中で「最も注目すべきヒット曲の1つ」と表現された。ジェイド・ソリッド・ゴールド・アワードで、「最も人気のある香港男性アーティスト」賞を7回、「アジア太平洋で最も人気のある香港男性アーティスト」を15回受賞した。2000年4月までに、前例のない合計292の賞を受賞した。

## 私生活
達筆としても知られ、出演映画のタイトルを自らの筆で書いていることもある（『ベルベット・レイン』『墨攻』など）。
2008年、元モデルのキャロル・チュー（朱麗倩）と結婚した。同年に第1子の女児が誕生した。
2017年1月、タイの首都バンコクから3時間離れたカオラックでの商業撮影中に放り出され、馬に踏みつけられて重傷を負った。8月に復帰することができ、負傷から95パーセントを回復し、年末までに完全に回復したと述べた。

## 主な出演作品

### テレビドラマ
- カンフーレジェンド 蘇乞児外伝（1982年）【香】
- 神鵰俠侶（1983年）【香】日本未公開
- クロスロード（1983年）【香】
- 鹿鼎記（1984年）【香】
- 楊家将（1985年）【香】

### 映画
- 望郷（1982年）【香】
- 彩云曲（1982年）【香】
- 毀滅號地車（1983年）【香】
- 弾丸兄弟（1983年）【香】※日本ではNetflixで配信。
- 上海・13（1984年）【香】
- 停不了的爱（1984年）【香】
- 家在香港（1984年）【香】
- 七福星（1985年）【香】
- 十福星（1986年）【香】
- マジック・クリスタル（1986年）【香】
- 愛と復讐の挽歌（1987年）【香】
- 愛と復讐の挽歌 野望編（1987年）【香】
- チャイナ・フィナーレ 清朝最後の宦官（1987年）【香】
- いますぐ抱きしめたい（1988年）【香】
- 仁義なき戦い 復讐・血の掟（1988年）【香】
- 香港極道 野獣刑事（1988年）【香】
- ゴッド・ギャンブラー（1989年）【香】
- 餓狼烈伝（1989年）【香】
- トップポリス（1989年）【香】
- 野獣戦線（1989年）【香】
- ゴッド・ギャンブラー2（1990年）【香】
- カジノ・レイダース（1990年）【香】
- 仁義なき抗争（1990年）【香】
- 天若有情（アンディ・ラウの逃避行）（1990年）【香】
- 欲望の翼（1990年）【香】
- 富貴兵團（1990年）【香】
- 武闘派烈伝（1990年）【香】
- カジノ・シンジケート/組織犯罪覇権抗争（1990年）【香】
- サンダーボルト 如来神掌（1990年）【香】
- 川島芳子（1990年）【香】
- 獄中龍（1990年）【香】
- トリック大作戦（1991年）【香】
- 蒼き獣（おおかみ）たち（1991年）【香】
- 暗黒英雄伝（1991年）【香】
- 神鳥伝説（1991年）【香】
- 極道追踪 暴龍in歌舞伎町（1991年）【香】
- 炎の大捜査線（1991年）【香・台湾】
- ラスト・ブラッド 修羅を追え（1991年）【香】
- インファナル・デイズ 逆転人生（1991年）【香】
- raiders レイダース（カジノ・レイダース2）（1991年）【香】
- リー・ロック伝 大いなる野望 Part1 炎の青春（1991年）【香】
- リー・ロック伝 大いなる野望 Part2 香港追想（1991年）【香】
- ダンス・ウィズ・ドラゴン（1991年）【香】
- 神鳥聖剣（1992年）【香】
- 戦神 ムーン・ウォリアーズ（1992年）【香】
- 獅子よ眠れ（1992年）【香】
- アンディ・ラウのカジノタイクーン（1992年）【香】
- カジノタイクーン2（1992年）【香】
- 九龍帝王 ゴッド・オブ・クーロン（1992年）【香】
- 天空伝説 ハンサム・シビリング（1992年）【香】
- 英雄列伝 WHAT A HERO（1992年）【香】
- アンディ・ラウのスター伝説（1993年）【香】
- アンディ・ラウ 天與地（1994年）【香】
- 酔拳2（1994年）【香】
- 酔拳3（1994年）【香】
- キリング・アンド・ロマンス 狂気の愛（1994年）【香】
- 復讐のプレリュード 大冒険家（1995年）【香】
- フル・スロットル 烈火戦車（1995年）【香】
- 戦火の絆（1996年）【香】
- 上海グランド（1996年）【香】
- アンディ・ラウ アルマゲドン （1997年）【香】
- 激戦 A True Mob Story（1998年）【香】
- センチュリー・オブ・ザ・ドラゴン（1999年）【香】
- 愛は波の彼方に（1999年）【香】
- 暗戦/デッドエンド（1999年）【香】
- ゴッド・ギャンブラー 賭侠復活（1999年）【香】
- ゴッド・ギャンブラー ラスベガス大作戦（1999年）【香】
- ファイターズ・ブルース（2000年）【香】
- Needing You（2000年）【香】
- 決戦・紫禁城（2000年）【香】
- 少林サッカー（2001年）【香】（主題歌）
- フルタイム・キラー（2001年）【香】
- ダイエット・ラブ（2001年）【香】
- ダンス・オブ・ドリーム（2001年）【香】
- インファナル・アフェア（2002年）【香】
- ブルー・エンカウンター（2002年）【香】
- アンディ・ラウの麻雀大将（2002年）【香】
- インファナル・アフェアIII　終極無間（2003年）【香】
- 剣客之恋（2003年）【香】
- マッスルモンク（2003年）【香】
- 1:99 電影行動（2003年）【香】
- ベルベット・レイン（2004年）【香】
- LOVERS（2004年）【中・香】
- イエスタデイ、ワンスモア（2004年）【香】
- マクダル・パイナップルパン王子（2004年）【香】（声優）
- マジック・キッチン（2004年）【香】
- 新世紀Mr.Boo! ホイさま カミさま ホトケさま（2004年）【香】
- 愛と死の間で（2005年） 【香】
- イノセントワールド -天下無賊-（2005年） 【中】
- 墨攻（2007年）【香・中・日・韓】
- プロテージ/偽りの絆（2007年）【香】
- ウォーロード/男たちの誓い（2007年）【中・香】
- 三国志（2008年）【香・韓】
- Look for a Star -星を探して-（2009年）【香・マカオ】※日本ではNetflixで配信。
- 王朝の陰謀 判事ディーと人体発火怪奇事件（2010年）【香】
- 未来警察 Future X-cops（2010年）【香・台・中】
- 新少林寺/SHAOLIN（2011年）【中・香】
- 桃さんのしあわせ（2011年）【香】
- 女の心を知っている（2011年）【中】※2012東京／長崎・中国映画週間で上映。
- コールド・ウォー 香港警察 二つの正義（2012年）【香】
- 名探偵ゴッド・アイ（2013年）【香】
- ゴールデン・スパイ（2013年）【香・中】
- ファイヤー・ストーム（2013年）【香・中】
- 私の少女時代-OUR TIMES-（2015年）【台】 - 本人役　※ エグゼクティブプロデューサーとしても参加[2]
- 誘拐捜査（2015年）【中】
- おじいちゃんはデブゴン（2015年）【中・香】
- グレートウォール（2016年）【中・米】
- レイルロード・タイガー（2016年）【中】
- SHOCK WAVE ショック ウェイブ 爆弾処理班（中国語版）（2017年）【中・香】
- グレート・アドベンチャー（2017年）【中】
- 追龍（中国語版）（2017年）【香・中】
- ホワイト・ストーム（2019年）【香・中】
- 花椒（ホアジャオ）の味（2019年）【香】
- 熱血合唱團（2020年）【香】
- バーニング・ダウン 爆発都市（2020年）【香・中】
- 唐人街探偵 東京MISSION（2021年）【中】
- 人潮汹涌（2021年）【中・香】
- ゴールドフィンガー 巨大金融詐欺事件（2023年）【香・中】[3]
- 潛行（2023年）【香・中】
- ムービー・エンペラー（中国語版）（2023年）【中】※日本では第36回東京国際映画祭にて上映[4]
- 流転の地球 -太陽系脱出計画-（2023年）【中】
- 危機航線（2024年）【香・中】
- カウントダウン（中国語版）（2024年）【香】
- 贖罪の悪夢（中国語版）（2025年）【香】

## ディスコグラフィー

### 代表曲
- 愛不完（1991年）
- 一起走過的日子（1991年）
- 真我的風采（1992年）
- 獨自去偷歡（1992年）
- 暗裏着迷（1993年）
- 忘情水（1994年）
- 天意（1994年）
- 真永遠（1995年）
- 中國人（1997年）
- 冰雨（1997年）
- 你是我的女人（1998年）
- 笨小孩（1998年）
- 痛…（1999年発売。2000年、作詞・作曲を担当した玉置浩二が「Aibo」の曲名で日本語でセルフカバー）
- 無間道（2002年）
- 如果有一天（2003年）
- 17歳（2003年）
- Sail again（西城秀樹のカバー）

など

### アルバム
- Wot It Be Possible（1990年）

## 日本語吹き替え
現在のラウは主に井上和彦、てらそままさき、森田順平の三者が吹き替えを担当し、旧作のソフト用の新録では桐本拓哉や内田夕夜が担当。また、過去には小杉十郎太や平田広明、堀内賢雄なども担当していた。
池田秀一
- 決戦・紫禁城
- Needing You
- LOVERS※ソフト版

石丸博也
- ゴッド・ギャンブラー2※ビデオ版

井上和彦
- イエスタデイ、ワンスモア
- おじいちゃんはデブゴン
- グレート・アドベンチャー
- コールド・ウォー 香港警察 二つの正義
- 桃さんのしあわせ
- 追龍
- 風暴 ファイヤー・ストーム
- ホワイト・ストーム[5]
- レイルロード・タイガー[6]

井上肇
- LOVERS※テレビ朝日版

内田夕夜
- ゴッド・ギャンブラー※DVD版
- ゴッド・ギャンブラー2※DVD版
- トリック大作戦

大塚芳忠
- いますぐ抱きしめたい

金尾哲夫
- 炎の大捜査線

菊池正美
- 十福星

桐本拓哉
- アンディ・ラウの餓狼烈伝
- アンディ・ラウの九龍帝王※DVD版
- アンディ・ラウの獄中龍
- アンディ・ラウのセンチュリー・オブ・ザ・ドラゴン
- アンディ・ラウの野獣戦線

楠大典
- マッスルモンク

小杉十郎太
- アンディ・ラウ アルマゲドン
- アンディ・ラウの神鳥聖剣
- アンディ・ラウの神鳥伝説
- アンディ・ラウの逃避行
- サンダーボルト 如来神掌
- ファイターズ・ブルース
- LOVERS※機内上映版

後藤敦
- 酔拳3

小山力也
- 剣客之恋

高宮俊介
- チャイナ・フィナーレ 清朝 最後の宦官

田中雅之
- 王朝の陰謀 判事ディーと人体発火怪奇事件

辻谷耕史
- 激戦

坪井智浩
- アンディ・ラウの麻雀大将

てらそままさき
- イノセントワールド -天下無賊-
- インファナル・アフェア※テレビ東京版
- インファナル・アフェアIII 終極無間※BSジャパン版
- ウォーロード/男たちの誓い
- グレートウォール
- ダンス・オブ・ドリーム
- 墨攻

東地宏樹
- 三国志
- ベルベット・レイン

成田剣
- 愛は波の彼方に

檜山修之
- フルタイム・キラー

平田広明
- 上海グランド
- 酔拳2※ソフト版
- 復讐のプレリュード 大冒険家
- フル・スロットル/烈火戦車

藤真秀
- 新少林寺/SHAOLIN
- 未来警察 Future X-cops

藤原啓治
- 酔拳2※TV版

古澤徹
- プロテージ/偽りの絆

古谷徹
- 野獣刑事

堀内賢雄
- 蒼き獣たち
- 獅子よ眠れ
- 七福星
- 仁義なき抗争
- ラスト・ブラッド/修羅を追え

村山明
- ゴッド・ギャンブラー※ビデオ版

森川智之
- ブルー・エンカウンター

森田順平
- 愛と死の間で
- インファナル・アフェアシリーズ
  - インファナル・アフェア※ソフト版
  - インファナル・アフェアIII 終極無間※ソフト版
- SHOCK WAVE ショックウェイブ 爆弾処理班

山寺宏一
- 暗黒英雄伝